# Kyste ovarien

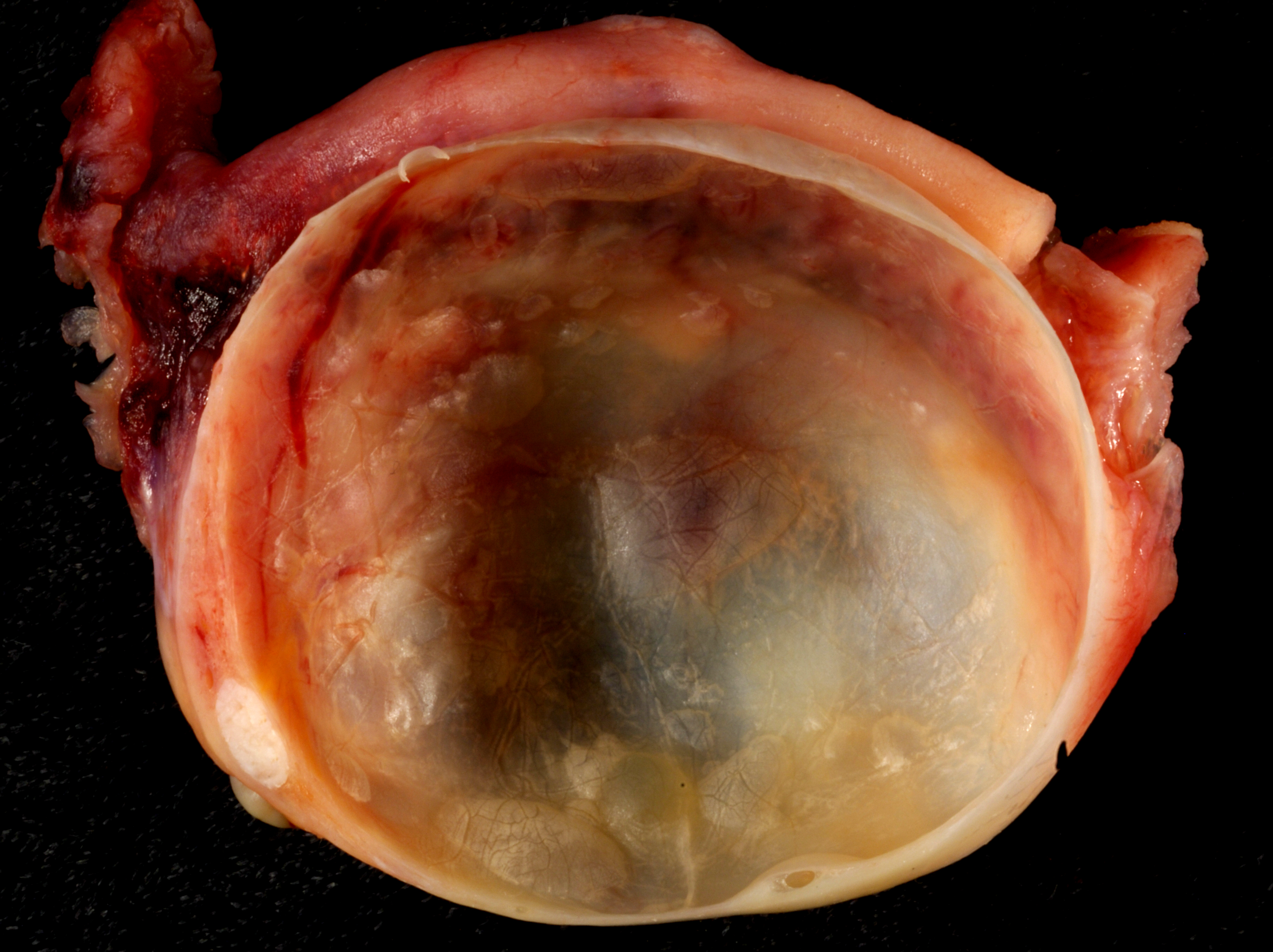
Un kyste ovarien bénin.

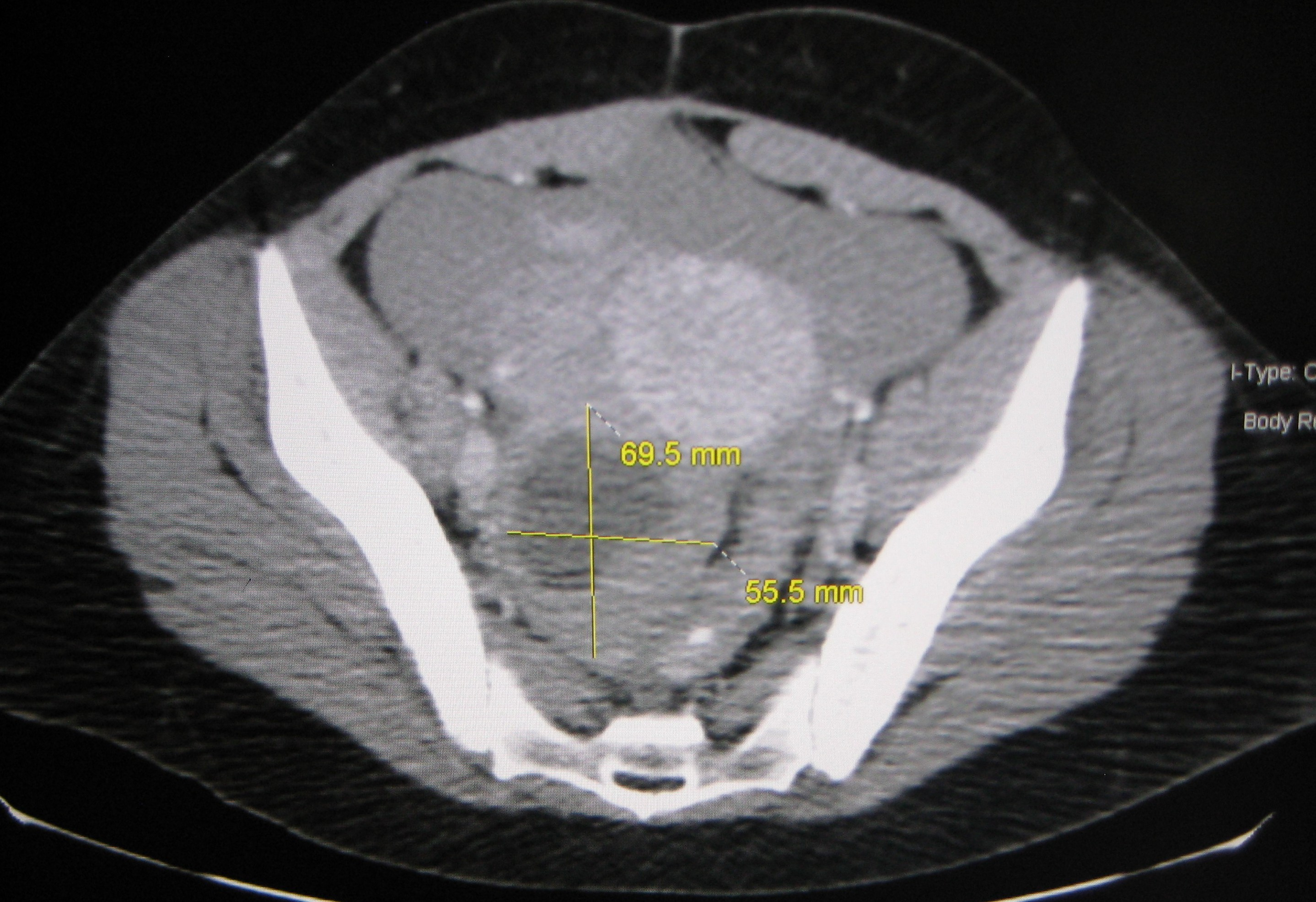
Une coupe axiale d'un scanner montrant un large kyste ovarien hémorragique.

Un kyste ovarien est une petite poche remplie de liquide développée aux dépens d'un ovaire. Il s'agit d'une affection extrêmement fréquente, découverte la plupart du temps de manière fortuite au cours d'un examen d'imagerie (échographie par exemple). Ces kystes sont bénins dans la quasi-totalité des cas,, et ont des causes variées.

## Imagerie
En échographie pelvienne, le kyste est visualisé par une image ronde, vide d'échos. Il peut exister des septums, qui ne sont pas évocateurs d'un cancer.
L’irrégularité de la paroi du kyste est plus suspecte, nécessitant une surveillance rapprochée ou une exerèse chirurgicale. 

## Pathologie
On distingue deux grandes catégories de kystes.

### Kystes fonctionnels
Ils sont liés au fonctionnement normal des ovaires, et surviennent donc chez les femmes en âge de procréer. Ils trouvent leur origine dans le développement un peu excessif d'un follicule ovarien. L'ovulation, survenant environ 14 jours avant les prochaines règles (soit à peu près au 14e jour sur la base d'un cycle menstruel de 28 jours), est précédée du recrutement et de la croissance d'un ovule (parfois deux) au sein d'une structure liquidienne appelée « follicule ». Celui-ci a habituellement une taille inférieure à 3 cm, mais parfois il est plus gros : c'est alors qu'on parle de kyste. La principale caractéristique de ce kyste (que l'on qualifie de folliculaire) est de régresser après l'ovulation.

### Kystes organiques

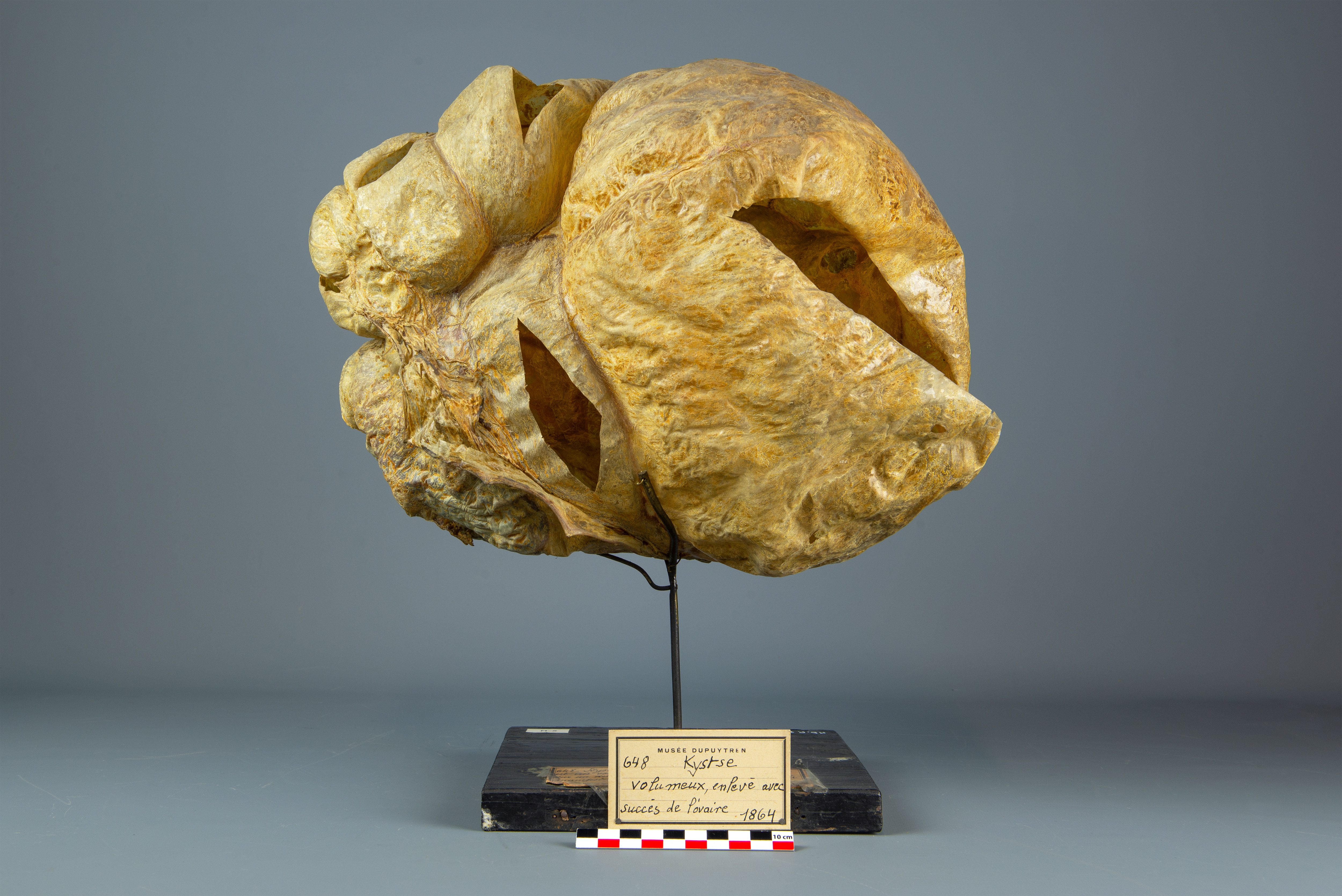
Kystes ovariens de 1864 conservés au Musée Dupuytren.

Ceux-ci, à la différence des précédents, persistent et ne régressent pas. Ils sont liés à un développement tumoral au sein du tissu ovarien. Le terme « tumoral » n'est pas ici synonyme de cancer, d'ailleurs la grande majorité de ces kystes sont bénins. Ils sont plus fréquents chez la femme ménopausée (chez qui, d'ailleurs, un kyste est obligatoirement organique, étant donné l'absence d'ovulation). Les kystes bénins restent stables ou bien augmentent de taille très lentement au cours des années. 
On distingue plusieurs types selon leur composition cellulaire : 
- le cystadénome de l'ovaire, de type séreux ou mucineux ;
- le kyste épidermoïde de l'ovaire, tératome mature unitissulaire caractérisé par la présence en son sein de dents, de cheveux et de poils[10].

Certains kystes organiques de l'ovaire peuvent être malins et sont caractérisés par une augmentation rapide de taille, puis par le développement de métastases ganglionnaires et péritonéales surtout.

## Conduite à tenir
En pratique, devant la découverte fortuite d'un kyste :
- s'il survient chez une femme en âge de procréer, il s'agit très probablement d'un kyste fonctionnel : un contrôle échographique est réalisé à trois mois afin de vérifier sa disparition[8] ;
- s'il ne disparaît pas, ou s'il survient chez une femme ménopausée, dans certains cas ses caractéristiques en échographie permettent de trancher et d'affirmer son caractère bénin : il sera simplement surveillé. Sinon, en cas de doute, la chirurgie s'avère nécessaire : exérèse du kyste par cœlioscopie[11]. Dès 1862, Eugène Koeberlé fut l'un des tout premiers à en pratiquer avec succès.

Un kyste peut toutefois être bénin et devenir gênant par sa taille, nécessitant une chirurgie.